# Окіул-Рош
Окіул-Рош (рум. Ochiul Roș) — село в Аненій-Нойському районі Молдови. Адміністративний центр однойменної комуни, до складу якої також входить село Пікус.

## Населення
За даними перепису населення 2004 року у селі проживали 376 осіб.
Національний склад населення села:
| Національність       | Кількість осіб | Відсоток |
| -------------------- | -------------- | -------- |
| українці             | 210            | 55,9%    |
| молдавани            | 118            | 31,4%    |
| болгари              | 25             | 6,6%     |
| росіяни              | 21             | 5,6%     |
| гагаузи              | 1              | 0,3%     |
| інша / без відповіді | 1              | 0,3%     |
| Всього               | 376            | 100%     |